# 콘스탄츠 대학교
콘스탄츠 대학교(Universität Konstanz)는 독일 바덴뷔르템베르크주 콘스탄츠에 위치한 대학교이다. 약 만명의 학생들이 재학하고 있으며 독일에서 작은 규모의 대학교에 속한다. 1966년에 교외의 개혁대학교(Reformuniversität)로 계획되어 작은 캠퍼스 대학교로 건축되었다. 영국의 잡지 타임즈 하이어 에듀케이션(THE)이 발표한 세계대학순위에서 독일 국내 12위, 유럽 76위, 세계 186위를 차지했다.

## 역사

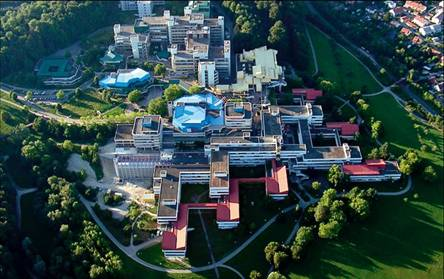
콘스탄츠 대학교 전경

17~18세기 콘스탄츠에 운영되던 알베르트 루드비히 대학교의 기초를 토대로 1966년 교외의 개혁대학교라는 이념으로 설립되었다. 1972년까지 지속적으로 규모를 확장하였으며, 현재 사용중인 대학교 로고는 1980년 오틀 아이허(Otl Aicher)에 의해 만들어졌다. 2004년에는 독일 유명잡지 우니 슈피겔과 맥킨지 앤드 컴퍼니에서 공동으로 연구된 대학순위에서 대학교에 개설된 거의 모든 학과가 상위 순위권에 들면서 독일 전체 4위를 기록했다.
'콘스탄츠의 모델 - 창의성의 문화를 향하여'라는 이름의 대학교의 미래 계획이 독일의 학문과 연구를 지원하는 사업인 우수대학육성정책에 의해 지원되기로 2007년 10월 19일에 결정되었다. 2008년 10월에는 독일의 시사 주간지 슈피겔에서는 콘스탄츠 대학교를 '보덴호의 작은 하버드(Mini-Harvard am Bodensee)'라는 제목으로 소개하기도 하였다. 2009년부터 독일 연구협회에서 지원하는 상위 20개 대학인 Top 20에 포함된다.

## 특성화

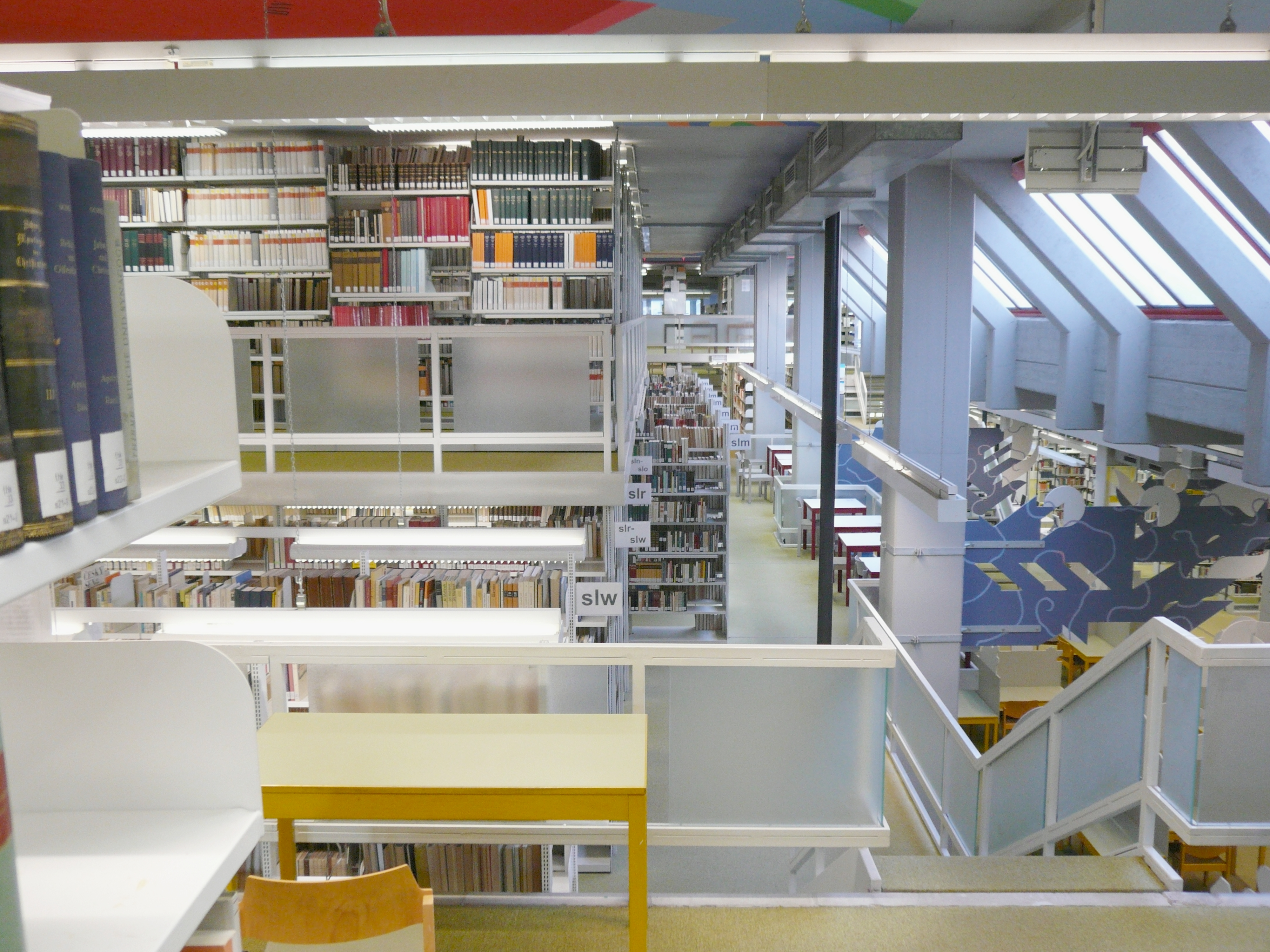
대학도서관

콘스탄츠 대학교는 다른 독일대학과는 달리 여러 가지 과감한 시도를 하고 있다. 독일 모든 대학들은 분야별 연구소를 운영하고 있으나 콘스탄츠 대학교는 분야의 한계를 극복한다는 취지아래, 전공분야 개별 연구소를 갖지 않는다. 그리고 강의에서 세미나, 팀별 학업에 이르기까지 기존의 대학들과 다른 시도를 하고있다. 그 외에 학생식당, 도서관 등의 학생편의시설은 학교의 중앙관리에 운영되며, 특히 콘스탄츠 대학도서관은 독일에서는 유일하게 24시간 운영되는 도서관으로 알려져 있다.

## 전공분야
(교육학, 응용학 등의 세부 분야는 생략)

### 수리자연과학
- 생물학
- 화학
- 정보학
- 수학 및 통계학
- 물리학
- 심리학

### 인문학
- 역사학, 사회학, 스포츠학
- 문학
- 철학
- 언어학

### 법, 경제, 행정학
- 법학
- 정치행정학
- 경제학

## 인물

### 역대 총장
- 1966–1972 Gerhard Hess (1907–1983), 로망스어문학자
- 1972–1974 Theopont Diez, 기민당 정치가
- 1974–1976 Frieder Naschold, 사회정치학자
- 1976–1991 Horst Sund, 생화학자
- 1991–1996 Bernd Rüthers, 법학자
- 1996–2000 Rudolf Cohen, 심리학자
- 2000–2009 Gerhart von Graevenitz, 독문학자
- 2009-현재 Ulrich Rüdiger, 물리학자

## 같이 보기
- 콘스탄츠

## 참고 문헌
- 콘스탄츠 대학교 공식 홈페이지
- 콘스탄츠 대학교의 설립과 역사 uni'kon 23.2006 (PDF-Datei; 1,38 MB)
- Mini-Harvard am Bodensee
- 보관됨 2012-11-13 - 웨이백 머신 DFG Förderranking 2009 S. 5